# Habenaria petalodes
Habenaria petalodes är en orkidéart som beskrevs av John Lindley. Habenaria petalodes ingår i släktet Habenaria och familjen orkidéer. Inga underarter finns listade i Catalogue of Life.

## Bildgalleri

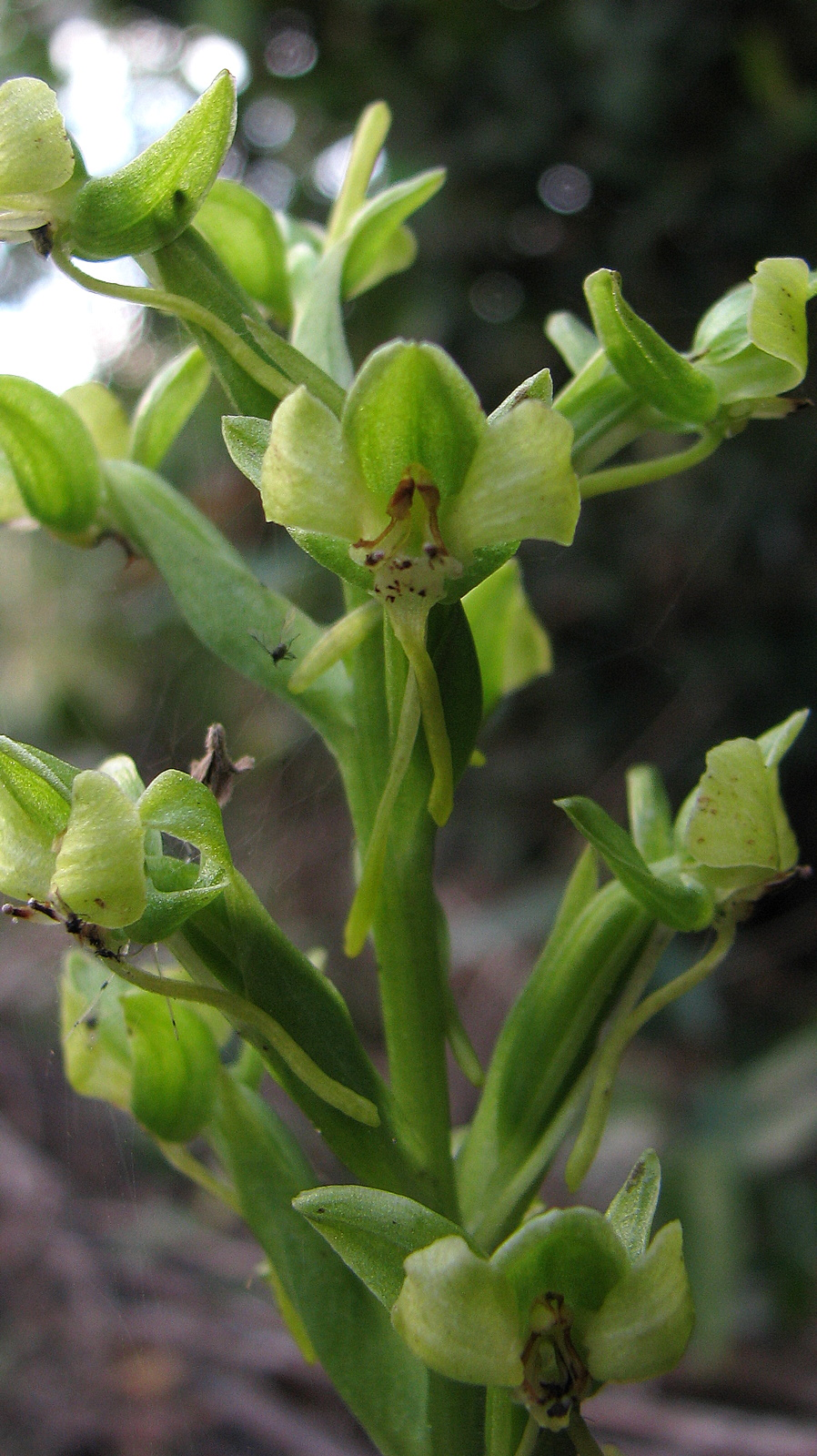
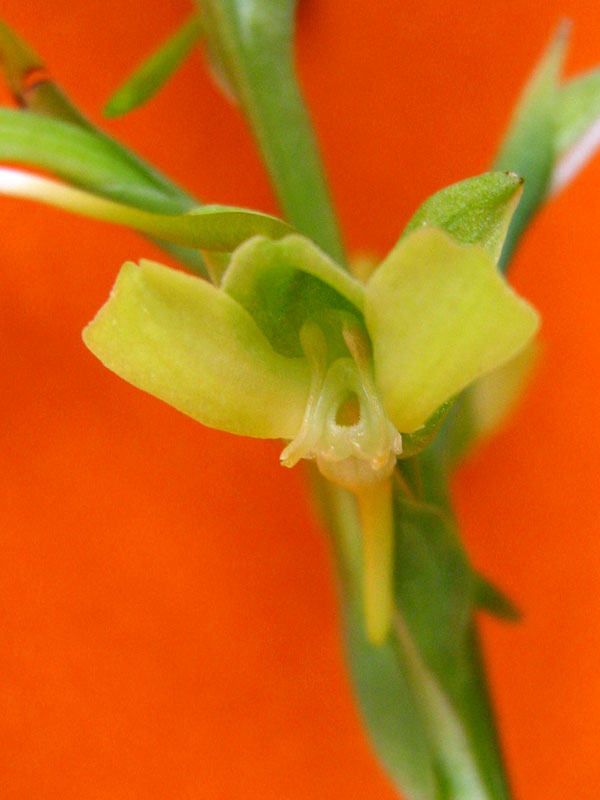